# Park Narodowy Dilek Yarımadası-Büyük Menderes Deltası
Park Narodowy Dilek Yarımadası-Büyük Menderes Deltası (tur. Dilek Yarımadası-Büyük Menderes Deltası Millî Parkı) – park narodowy w zachodniej części Turcji w prowincji Aydın. Obejmuje półwysep Dilek oraz deltę rzeki Menderes. Tereny w parku chronione są na mocy międzynarodowych konwencji: berneńskiej, ramsarskiej, o różnorodności biologicznej z Rio de Janeiro oraz barcelońskiej.

## Opis
Tureckie Ministerstwo Gospodarki Leśnej i Wodnej ogłosiło 19 maja 1966 roku półwysep Dilek parkiem narodowym. Natomiast w 1994 roku do parku włączono deltę rzeki Meander przylegającą do półwyspu od południa. 
Park narodowy ma powierzchnię 27 598 ha, w tym powierzchnia półwyspu Dilek wynosi 10 908 ha, a delty rzeki Meander 16 690 ha. Cieśnina o szerokości około 1,6 km oddziela półwysep od pobliskiej greckiej wyspy Samos.
Górzysty teren półwyspu i jego liczne jaskinie, kaniony oraz doliny powodują, że obszar ten cieszy się dużym zainteresowaniem zarówno odwiedzających, jak i badaczy. Większość gór półwyspu ma wysokość blisko 1200 m n.p.m., najwyższy szczyt, Dilek Dağı, ma wysokość około 1237 m n.p.m. Wzdłuż brzegu znajduje się kilka zatoczek. Najbardziej wysunięta na wschód zatoczka z plażą dostępną dla publiczności znana jest jako İçmeler Koyu.
Na terenie parku narodowego znajduje się Jaskinia Zeusa (tur. Zeus Mağarası). Wejście do niej jest ukryte przez gęstą roślinność. Dno jaskini wypełnia niebiesko-zielona woda, będąca słonawą mieszaniną wody źródlanej i słonej wody morskiej. Jaskinia ma głębokość 10–15 m, szerokość 10–13 m oraz długość 20 m.
Delta rzeki Meander, uchodzącej do Morza Egejskiego, jest jednym z najbardziej zróżnicowanych terenów podmokłych w Turcji, zarówno pod względem roślinności, jak i fauny wodnej, i jest chroniona umowami międzynarodowymi, takimi jak konwencja ramsarska.
Klimat w parku narodowym jest śródziemnomorski ze średnią roczną temperaturą około 18 °C, od minimum 8 °C w zimie do maksimum około 27 °C w lecie. Na szczytach górskich, wraz ze wzrostem wysokości, temperatury są zwykle znacznie niższe, a średnia roczna temperatura zwykle nie przekracza tam 13 °C. Występują różnice opadów w zależności od wysokości, a także między północną i południową stroną półwyspu.

## Flora
Park charakteryzuje się dużą różnorodnością roślinności, co związane jest z panującymi w nim temperaturami i różnicami klimatycznymi między różnymi obszarami parku.
Spośród 804 gatunków flory stwierdzonych na obszarze parku sześć jest endemicznych, występujących tylko na jego terenie. Najbardziej rozpowszechniona jest makia z jałowcem fenickim (Juniperus phoenicea). Do innych często spotykanych gatunków należą: grusza oliwnikowa (Pyrus elaeagrifolia), sosna kalabryjska (Pinus brutia) i sumak garbarski (Rhus coriaria). Na obszarze parku występują również: kasztan jadalny (Castanea sativa), cyprys wiecznie zielony (Cupressus sempervirens), dąb ostrolistny (Quercus ilex), sosna czarna (Pinus nigra).

## Fauna

### Ssaki
W parku stwierdzono 28 gatunków ssaków. Na wybrzeżu spotkać można mniszkę śródziemnomorską (Monachus monachus). Występujące tu dziki (Sus scrofa) można spotkać koło plaż, gdzie żywią się resztkami pozostawionymi przez turystów. W lasach parku występuje: szakal złocisty (Canis aureus), ryś euroazjatycki (Lynx lynx), hiena pręgowana (Hyaena hyaena) i karakal stepowy (Caracal caracal).  

### Ptaki
Występują tu gatunki takie jak: kormoran mały (Microcarbo pygmeus), czapla nadobna (Egretta garzetta), pustułeczka (Falco naumanni), sieweczka morska (Charadrius alexandrinus), bielik (Haliaeetus albicilla), pelikan kędzierzawy (Pelecanus crispus).

### Gady i płazy
W parku stwierdzono występowanie 42 gatunki gadów.